# Грейнджер (Вайоминг)
Грейнджер (англ. Granger) — город, расположенный в округе Суитуотер (штат Вайоминг, США) с населением в 146 человек по статистическим данным переписи 2000 года.

## География
По данным Бюро переписи населения США, город Грейнджер имеет общую площадь в 6,47 квадратных километров, водных ресурсов в черте населённого пункта не имеется.
Город Грейнджер расположен на высоте 1912 метров над уровнем моря.

## Демография
По данным переписи населения 2000 года, в Грейнджере проживало 146 человек, 40 семей, насчитывалось 54 домашних хозяйства и 76 жилых домов. Средняя плотность населения составляла около 22,8 человек на один квадратный километр. Расовый состав Грейнджера по данным переписи распределился следующим образом: 82,19 % белых, 9,59 % — представителей смешанных рас, 8,22 % — других народностей. Испаноговорящие составили 22,60 % от всех жителей города.
Из 54 домашних хозяйств в 35,2 % — воспитывали детей в возрасте до 18 лет, 68,5 % представляли собой совместно проживающие супружеские пары, в 5,6 % семей женщины проживали без мужей, 25,9 % не имели семей. 24,1 % от общего числа семей на момент переписи жили самостоятельно, при этом 5,6 % составили одинокие пожилые люди в возрасте 65 лет и старше. Средний размер домашнего хозяйства составил 2,70 человек, а средний размер семьи — 3,18 человек.
Население города по возрастному диапазону по данным переписи 2000 года распределилось следующим образом: 28,8 % — жители младше 18 лет, 10,3 % — между 18 и 24 годами, 18,5 % — от 25 до 44 лет, 33,6 % — от 45 до 64 лет и 8,9 % — в возрасте 65 лет и старше. Средний возраст жителей составил 38 лет. На каждые 100 женщин в Грейнджере приходилось 100,0 мужчин, при этом на каждые сто женщин 18 лет и старше приходилось 116,7 мужчин также старше 18 лет.
Средний доход на одно домашнее хозяйство в городе составил 46 563 доллара США, а средний доход на одну семью — 52 083 доллара. При этом мужчины имели средний доход в 45 750 долларов США в год против 19 375 долларов среднегодового дохода у женщин. Доход на душу населения в городе составил 17 764 доллара в год. Все семьи Грейнджера имели доход, превышающий уровень бедности, 12,3 % от всей численности населения находилось на момент переписи населения за чертой бедности, при этом 5,7 % из них были моложе 18 лет и 21,1 % — в возрасте 65 лет и старше.